# Paracorus
Paracorus is een kevergeslacht uit de familie van de boktorren (Cerambycidae). De wetenschappelijke naam van het geslacht werd voor het eerst geldig gepubliceerd in 1893 door Kolbe.

## Soorten
Paracorus omvat de volgende soorten:
- Paracorus mirei Breuning, 1969
- Paracorus praecox Kolbe, 1893